# Der freie Wille
Der freie Wille è un film del 2006 diretto da Matthias Glasner.